# 27ª Brigata fucilieri motorizzata delle guardie "Sebastopoli-60º Anniversario dell'URSS"
La 27ª Brigata autonoma fucilieri motorizzata delle guardie "Sebastopoli-60º Anniversario dell'URSS" (in russo 27-я отдельная гвардейская мотострелковая Севастопольская бригада имени 60-летия СССР?, 27-ja otdel'naja gvardejskaja motostrelkovaja Sevastopol'skaja brigada imeni 60-letija CCCP, unità militare 61899) è un'unità di fanteria motorizzata delle Forze terrestri russe, subordinata alla 1ª Armata corazzata delle guardie del Distretto militare di Mosca e con base a Mosrentgen.

## Storia

### Unione Sovietica
Le origini della brigata risalgono al 535º Reggimento fucilieri dell'Armata Rossa, formato a Čuhuïv nel luglio del 1940. Inquadrato nella 127ª Divisione fucilieri, il 18 maggio 1941 venne schierato nella regione di Kiev. In seguito allo scoppio dell'Operazione Barbarossa prese parte alla battaglia di Smolensk e all'offensiva di El'nja. Il 18 settembre, per i meriti dimostrati, il reggimento e i resti della divisione vennero promossi a unità delle guardie, diventando rispettivamente il 9º Reggimento e la 2ª Divisione fucilieri delle guardie. Fra il 1942 e il 1943 partecipò alla battaglia del Caucaso, all'offensiva di Krasnodar e all'Operazione Kerč'-Ėl'tigen, sbarcando cosi in Crimea. Il 24 maggio 1944, per la partecipazione all'assalto al Monte Sapun e alla successiva liberazione di Sebastopoli, nel corso della battaglia di Crimea, il reggimento venne intitolato alla città. Successivamente la divisione venne riassegnata al 1º Fronte baltico, e il reggimento si distinse in particolare nella battaglia per la conquista di Šiauliai, azione per la quale venne insignito dell'Ordine della Bandiera rossa il 12 agosto 1944. A ottobre prese parte alla battaglia di Memel, e infine nel 1945 all'offensiva della Prussia Orientale.
Nel 1957 il reggimento venne riorganizzato come 404º Reggimento fucilieri motorizzato delle guardie Il 17 dicembre 1982 è stato ufficialmente dedicato al 60º Anniversario dalla fondazione dell'URSS, celebrato quell'anno. Il 1 giugno 1983, presso Tëplyj Stan, il reggimento fu distaccato dalla divisione e trasformato nell'attuale 27ª Brigata fucilieri motorizzata. Al fine di evitare il Trattato sulle forze armate convenzionali in Europa la brigata venne assegnata al KGB nel giugno 1990.
Durante il fallito di colpo di stato dell'agosto 1991 elementi della brigata vennero schierati a protezione del Cremlino. In seguito le truppe sono state accusate di aver partecipato al tentato golpe e la brigata è stata minacciata di scioglimento, per poi venire soltanto ritirata dal KGB e riassegnata al Distretto militare di Mosca.

### Federazione Russa

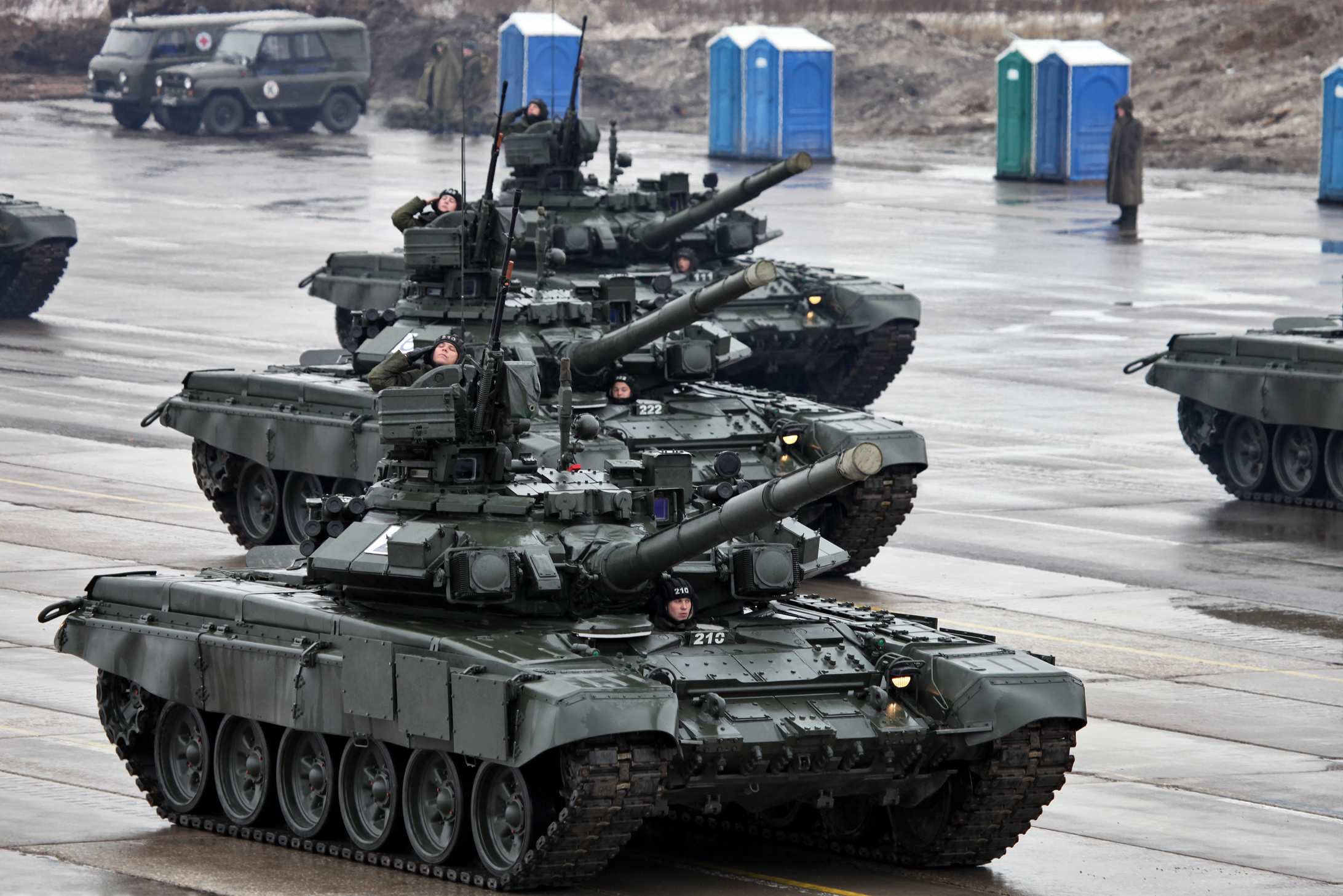
T-90A della brigata durante le prove della parata per la Giornata della Vittoria, 2012

Durante la crisi costituzionale russa del 1993 la brigata è intervenuta a protezione delle infrastrutture governative del centro di Mosca. Ha partecipato alla prima guerra cecena, venendo impiegata nelle operazioni militari in due occasioni: dal 9 dicembre 1994 al 25 gennaio 1995 e dal 30 maggio 1995 al 30 maggio 1996. Ha preso parte anche alla seconda guerra cecena.
Nel 2014 è stata assegnata alla ricostituita 1ª Armata corazzata delle guardie. A partire dal 2015 è stata coinvolta nella guerra civile siriana, fornendo protezione agli aeroporti militari di Kuwayris e di Shayrat. Il maggior generale Vladimir Eremeev, ex comandante della brigata, è morto in Siria in un incidente aereo il 6 marzo 2018.

#### Guerra russo-ucraina
La brigata è stata impiegata durante l'invasione russa dell'Ucraina del 2022, penetrando negli oblast' di Sumy e di Charkiv come parte della 1ª Armata corazzata delle guardie. In particolare un BTG della brigata ha preso parte alla battaglia di Sumy, fallendo nel tentativo di conquistare la città circondata. In seguito ai contrattacchi ucraini, condotti principalmente dalla 93ª Brigata meccanizzata, e alla situazione logistica divenuta insostenibile, questo settore del fronte è collassato alla fine di marzo, e le unità russe sono state ritirate nell'oblast' di Kursk. La brigata è stata rischierata nell'area di Charkiv nelle settimane successive. Qui è stata investita dalla controffensiva ucraina nel settembre 2022, venendo costretta a ripiegare oltre il confine russo. Durante la ritirata da Izjum il comandante della brigata, colonnello Sergej Safonov, ha accoltellato una donna anziana incontrata per strada, venendo per questo indagato dalle autorità russe. Dopo la caduta di Kup"jans'k ad opera della 92ª Brigata meccanizzata ucraina, la 27ª Brigata e la 3ª Divisione fucilieri motorizzata hanno contrattaccato in direzione della città, subendo perdite all'inizio di ottobre. Per ripianare le perdite, alla fine del 2022 ha integrato il 1432º Reggimento fucilieri motorizzato (unità militare 95372), formato di recente con personale mobilitato.
Nel corso del 2023 la brigata ha continuato a operare nell'area fra Kup"jans'k e Svatove. All'inizio di luglio ha condotto continui attacchi nel tentativo di spingersi verso ovest, subendo numerose perdite, in particolare fra le file del distaccamento penale "Storm-Z". Alla fine del mese ha preso parte a un tentativo di offensiva condotto insieme a numerose unità russe, come la 15ª Brigata fucilieri motorizzata delle guardie e la 4ª Divisione corazzata delle guardie, contro posizioni tenute dalla 66ª e dalla 32ª Brigata meccanizzata dell'esercito ucraino. A gennaio 2024 ha assorbito personale mobilitato proveniente dal 1431º Reggimento fucilieri motorizzato (unità militare 95371). Ad aprile elementi della brigata, insieme a due reggimenti della 2ª Divisione fucilieri motorizzata e uno della 4ª Divisione corazzata, hanno attaccato senza successo le posizioni ucraine a nordovest di Svatove. A luglio è stato ucciso dall'esplosione di una mina nei pressi del villaggio di Lypci il comandante del 1431º Reggimento, tenente colonnello Gusev, durante la rinnovata offensiva russa nella regione di Charkiv. Nel marzo 2025 la brigata è stata trasferita a nord di Kup"jans'k, operando in supporto della 25ª Brigata fucilieri motorizzata nella testa di ponte a ovest del fiume Oskol.

## Struttura
- Comando di brigata[20]
- 1º Battaglione fucilieri motorizzato
- 2º Battaglione fucilieri motorizzato
- 3º Battaglione fucilieri motorizzato
- Battaglione corazzato (T-90A)
- Battaglione artiglieria semovente (2S3 Akatsiya)
- Battaglione artiglieria lanciarazzi (BM-21 Grad)
- Battaglione artiglieria missilistica contraerei (9K35 Strela-10, 2K22 Tunguska e 9K38 Igla)
- Battaglione comunicazioni
- Battaglione manutenzione
- Battaglione logistico
- Compagnia ricognizione
- Compagnia genio
- Compagnia comando
- Compagnia difesa NBC
- Compagnia cecchini
- Compagnia medica

## Comandanti
- Colonnello Valentin Krjukov (1983-1984)
- Colonnello Gennadij Andreev (1984-1987)
- Colonnello Pёtr Medvedev (1987-1988)
- Colonnello Boris Poljakov (1988-1990)
- Colonnello Aleksandr Egorov (1990-1993)
- Colonnello Aleksandr Denisov (1993-1995)
- Colonnello Sergej Generalov (1995-1997)
- Colonnello Aleksej Samol'kin (1997-1999)
- Colonnello Ivan Buval'cev (1999-2001)
- Colonnello Aleksandr Kužilin (2001-2003)
- Colonnello Dmitrij Jašin (2003-2006)
- Colonnello Aleksandr Čajko (2006-2007)
- Colonnello Gennadij Obuchov (2007-2009)
- Colonnello Andrej Trifonov (2009-2012)
- Colonnello Vladimir Eremeev (2012-2013)
- Colonnello Aleksandr Sančik (2013-2014)
- Colonnello Sergej Gorjačev (2014-2015)
- Colonnello Dmitrij Aksënov (2015-2021)
- Colonnello Sergej Safonov (2021-2022)
- Colonnello Jaroslav Gladkich (2022-in carica)